# 因島水軍まつり
因島水軍まつり（いんのしますいぐんまつり）は、広島県尾道市（旧因島市）の因島で行われるイベント（歳事）。1991年から開催。毎年8月に開催されているが、年によっては変わる場合もある。

## 概要
村上水軍の拠点だった因島においてその勇壮さを再現するような祭りであり、「島まつり」「火まつり」「海まつり」の3部構成を3日にかけて行われる。会場は3部ともに因島アメニティ公園（しまなみビーチ）。
1980年因島青年会議所が企画した「ちびっこ水軍まつり」がそもそもの始まりで、1988年海と島の博覧会プレ・イベントとして開催された「因島・村上水軍時代絵巻フェスティバル」がこの祭りの前身である。1989年旧因島市は造船不況を経て水軍をテーマとした観光業に着目、その中で1991年第1回因島・水軍ふる里まつりが行われ、1993年から3部構成となった。1999年ふるさとイベント大賞受賞。

## 構成

### 島まつり
オープニングイベント。祖先に感謝し祭りの成功を祈願するものであり、村上水軍の出陣式を模したもの。以下流れを記す。
- 各拠点の城（各町内の公民館）で武者による出陣式、島まつり会場へ向かう。
- 因島村上氏の菩提寺である金蓮寺から村上吉充役が聖なる火を受け取り、島まつり会場へ向かう。
- 会場集結、火渡しの義
- 木玉返還、割符授与
- 「三献の儀」。出陣儀式のことで、のしいか・かちぐり・昆布（うって勝って喜ぶの意）をつまみ盃を交わす。
- 御下知、出陣の勝鬨。武者退場。
- 因島村上水軍陣太鼓、跳楽舞、ライブなどが行われる。

### 火まつり
水軍まつりの第2部にあたる。警護衆と呼ばれた村上水軍が任務を終え夜に帰還した際の凱旋式を模したもの。以下流れを記す。
- 村上水軍の伝令船「小早」の一番隊が警護衆の帰還を知らせる。
- 島人による喜びの舞「跳楽舞」。この後、跳楽舞はねくらべコンテストになる。
- 水軍武者が入陣（帰陣）。100人の鎧武者が手に松明を持ち入陣。
- 大筒花火の打ち上げ。花火大会。
- 跳楽舞「喜びの総踊り」が行われる。

### 海まつり
水軍まつりの第3部にあたる。小早レースになる。
- 小早は木造船で14人の櫂漕ぎ手と1人の太鼓打ちと1人の船頭、計16人で構成される。
- 1部（成年男子）、レディースの部、小学生の部、中学生の部の4レース。

## 交通
ここではメイン会場である因島アメニティ公園への交通を示す。
- 車
  - 因島北ICより車で10分
  - 因島南ICより車で15分
- 臨時駐車場あり